# 21739 Аннекешвоб
21739 Аннекешвоб (21739 Annekeschwob) — астероїд головного поясу, відкритий 9 вересня 1999 року.
Тіссеранів параметр щодо Юпітера — 3,599.